# Vydrnícka slatina
Vydrnícka slatina este o arie protejată (arie specială de conservare — SAC, sit de importanță comunitară — SCI) din Slovacia întinsă pe o suprafață de 10,67 ha, integral pe uscat.

## Localizare
Centrul sitului Vydrnícka slatina este situat la coordonatele 48°59′21″N 20°24′19″E / 48.989167°N 20.405278°E.

## Înființare
Situl Vydrnícka slatina a fost declarat sit de importanță comunitară în octombrie 2011 pentru a proteja 1 specie de animale. Situl a fost protejat și ca arie specială de conservare în august 2011.

## Biodiversitate
Situată în ecoregiunea alpină, aria protejată conține 1 habitat natural: Mlaștini alcaline.
La baza desemnării sitului se află o specie protejată de  nevertebrate: Vertigo angustior.
Pe lângă speciile protejate, pe teritoriul sitului au mai fost identificate 14 specii de plante, 1 specie de păsări, 1 specie de amfibieni.